# 2003 Хардинг
2003 Хардинг (енгл. 2003 Harding) је астероид главног астероидног појаса чија средња удаљеност од Сунца износи 3,060 астрономских јединица (АЈ).
Апсолутна магнитуда астероида је 11,7.